# Avenue des Louvresses
L'avenue des Louvresses est une voie de communication située à Gennevilliers.

## Situation et accès
Elle se trouve dans la zone d'activité de l'ancienne usine à gaz de Gennevilliers. Son tracé prend la forme d'un L avec deux ronds-points permettant de faciliter la circulation automobile. En outre l'avenue est accessible par la sortie 5.1 de l'autoroute A86, une bretelle permet de rejoindre l'un des deux ronds-points susnommés.
L'avenue des Louvresses est desservie par les lignes 166 et 138 du réseau de bus RATP aux stations Ormeteau et ZAC des Louvresses.
En outre plusieurs entreprises de la zone affrètent à destination de leurs employés des bus privés afin de rejoindre la gare RER de Gennevilliers et la station de métro Les Courtilles.

## Origine du nom
Louvresses est le nom d'un lieudit. Louvresse est un ancien mot du patois picard qui signifie louve,.

## Bâtiments remarquables et lieux de mémoire
- ZAC Des Louvresses[3].

Les entreprises suivantes se trouvent installées dans l'avenue :
- aux numéros 3/5 se trouvent deux hôtels du groupe international Accor, l'un sous enseigne Ibis budget et l'autre Mercure.
- au numéro 4 se trouve le siège de Thales SIX GTS France, spécialiste des systèmes de communications encryptés civils et militaires.
- aux numéros 27/29 se trouve le siège du Groupe Up, spécialiste des facilités de paiement alimentaire auprès des employés.